# 보름스의 장미원

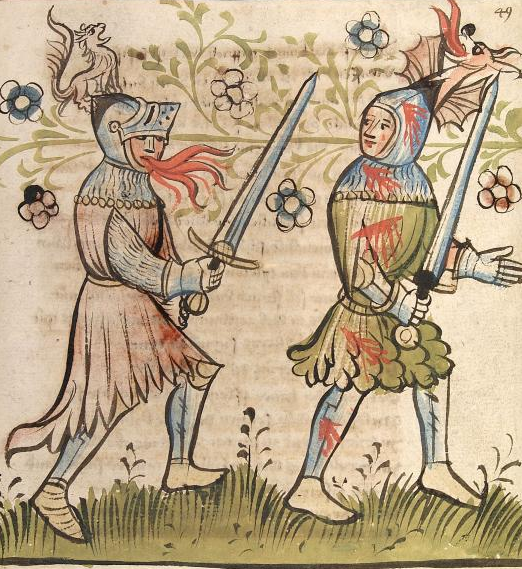
디트리히와 지크프리트.

『보름스의 장미원』(독일어: Der Rosengarten zu Worms 데어 로젠가르텐 추 보름스[*]), 약칭 『장미원』(독일어: Rosengarten 로젠가르텐[*])은 저자 미상의 13세기 중세 고지독일어 영웅시로, 디트리히 폰 베른이 주인공이다. 1250년 이전에 쓰여진 것으로 추측되나, 그 내용이 고정적으로 확립된 것은 1300년경이다. 어디서 쓰였는지는 알려져 있지 않다.
디트리히 뿐 아니라 『니벨룽의 노래』, 발터 폰 아퀴타니엔 등 다양한 독일 서사시의 인물들이 불려나와 무예를 겨루는 이야기로, 일종의 크로스오버물, 메타픽션이다. 디트리히가 거인이나 난쟁이가 아닌 인간과 싸운다는 점에서 디트리히에피크로서는 상당히 특이한 작품에 속한다. 때문에 『베오울프와 디틀라이프』와 함께 별도의 집단으로 묶이기도 한다.:134
『장미원』은 매우 인기있는 작품이었고, 16세기에 인쇄판 영웅서사시집에 포함되어 더욱 널리 확산되었다. 4개 또는 5개 판본으로 구분된다.

## 줄거리
A 판본
부르군트인들의 왕 기비히의 딸 크림힐트는 보름스에서 부왕과 오빠들, 그리고 남편 지크프리트 등 12명의 영웅들이 지키고 있는 웅장한 장미원을 가지고 있었다. 크림힐트는 지크프리트가 디트리히를 상대로 승리하기를 원하여 베른(베로나)로 전령을 보내 디트리히에게 12명의 영웅들을 모아 장미원에서 대결하자는 제안을 전한다. 승리자는 장미화환과 크림힐트의 키스를 받을 것이라는 조건이었다. 디트리히는 처음에 이 무례에 분노하여 전령들을 죽이려 했으나, 힐데브란트와 볼프하르트가 그를 진정시킨다. 디트리히는 대결 신청을 받아들이고, 힐데브란트는 파티를 꾸리기 위해 수도승 일잔과 디틀라이프 등 전사들을 물색한다. 디틀라이프를 찾아 오라고 시게스타프가 슈타이어마르크로 파견되지만, 디틀라이프는 아버지 비테롤프의 집에서도, 베헬라렌의 뤼디거의 집에서도 발견되지 않다가, 빈에서 발견된다. 디틀라이프는 함께 싸우기로 하고 디트리히가 있는 베로나로 향한다. 디트리히의 군세는 일잔이 있는 수도원으로 향하는데, 처음에 일잔은 디트리히를 적으로 오해하고 공격하다가 자기 형제 힐데브란트를 알아보고 합류한다. 일잔의 동료 수도승들은 화가 나서 장미화환을 자기들에게 가져다 줄 것을 요구한다.:175
보름스에 도착한 힐데브란트와 기비히는 어느 전사가 누구와 싸울지를 결정한다. 부르군트인들 쪽에는 거인들이 많이 있었다. 디틀라이프와 발터가 서로 친족이라는 이유로 싸움을 거부해 무승부가 된 한 차례를 제외하고, 나머지 전투들은 디트리히 쪽의 승리로 돌아간다. 다만 비테게는 디트리히가 자신에게 명마 셰밍을 주기 전까지 싸우지 않으려 하고, 디트리히는 셰밍을 비테게의 말 발케와 교환해야 했다. 지크프리트의 피부는 드래곤의 피로 경화되어 있어서 뚫을 수 없었으나, 겁을 먹었냐는 힐데브란트와 볼프하르트의 조롱에 분노한 디트리히가 입에서 불을 뿜어 지크프리트의 피부를 깨뜨리고, 크림힐트의 치마폭으로 도망가는 지크프리트를 물리친다. 마지막으로 일잔은 52명의 상대에게 도전하여 그들을 모두 물리치고, 크림힐트에게 52송이의 장미꽃과 52차례의 입맞춤을 받는다. 일잔의 입맞춤이 너무 거칠어서 크림힐트는 피를 흘린다. 기비히는 디트리히의 봉신이 되기로 하고, 영웅들은 베로나로 귀환한다. 일잔은 수도승들에게 장미 화환을 씌어주고 그것을 두피에 눌러 피가 나게 만들었다.:176
DP 판본
보름스의 장미원의 주인 기비히는 자신의 장미원의 수호자들을 무찌르는 자의 봉신이 되겠다고 발표한다. 에첼 왕이 이 소식을 듣고 베른으로 향해 디트리히를 만난다. 디트리히는 에첼과 함께 기비히에게 도전하기로 하는 한편, 크림힐트의 도전장도 받는다.  힐데브란트가 영웅들을 선발하고, 디트리히의 동생 디터가 디틀라이프와 뤼디거를 찾아 파견된다. 일잔까지 모두 합류하자 디트리히와 힐데브란트의 파티는 에첼의 왕궁으로 향하고, 거기서 에첼의 아내 헤르헤에게 접대를 받는다. 그러고 나서 파티는 라인강을 향해 행군하는데, 라인강의 뱃사공 노르프레히트가 그들을 건네주는 대가로 손발을 잘라 줄 것을 요구한다. 일잔이 노르프레히트를 무찌르고, 파티는 나룻배로 라인강을 건넌다. 디트리히와 에첼의 파티가 보름스 근교에 야영지를 꾸리고, 누가 누구와 싸울 것인지를 힐데브란트가 결정한다.  여기서도 부르군트 쪽에는 거인들이 많이 있다. 볼프하르트는 하겐과 붙고, 비테게는 여기서도 디트리히가 명마 셰밍을 넘겨줄 때까지 싸우지 않겠다고 버틴다(이 말은 비테게의 아버지 빌란트가 준 것으로서 디트리히에게 빼앗긴 것이다). 기비히의 부하들은 패배하고, 기비히는 디트리히와 에첼의 신하가 된다. 모든 승리자들은 화환과 입맞춤을 받고, 하겐과 볼프하르트는 화해한다. 하겐은 크림힐트를 저주하고, 영웅들은 각자 집으로 돌아간다.:176-177

## 해석
『장미원』은 오랫동안 독일어 영웅시문학에 대한 메타문학(metaliterary)으로 독해되었다. 미카엘 쿠르슈만은 이 작품을 “영웅시에 대한 시”(Dichtung über Heldendichtung)라고 불렀다.:17-21 『장미원』에는 영웅들 뿐만이 아니라, 그들이 사용하는 성검과 명마의 이름과 같은 영웅전설들의 수많은 요소가 인용되고 내용이 암시된다.:137 예컨대 비테게가 디트리히에게 명마 셰밍을 요구해서 받아내고, 볼프하르트가 이 요구에 분노한다는 것을 이유로 디트리히의 막하에서 떠나겠다고 청하는 장면은 『라벤나 전투』와 『알프하르트의 죽음』에서 비테게가 배신자가 되는 것을 암시하는 것이다.:138
이 텍스트를 이해하는 데 있어 특히 중요한 것이 크림힐트에 대한 묘사다. 크림힐트는 이 작품에서 궁중연애시에서 발견되는 궁정의 안주인(ruling courtly lady) 역할을 수행하는데, 오만하고 불손하다는 비판을 받는다.:186-189 장미원이 전투의 공간으로 사용되는 것 역시 궁정모험물의 명확한 인용으로 보인다. 판본 A에서 크림필트는 일잔과의 입맞춤이라는 벌을 받는다.:185 또한 이 판본은 크림힐트와 지크프리트를 부정적인 시각으로 묘사함으로써, 『니벨룽의 노래』에서 크림힐트가 악역으로 묘사되는 당위성을 제공하려 한다.:186 한편, 판본 DP는 『니벨룽의 노래』에 대해 풍자적인 태도를 취한다.:186-187 이 판본에서 크림힐트는 디트리히의 파티보다도 자기 백성인 부르군트인들에게 더 많은 비판을 받는다.:192-194
빅토르 밀레는 독일어권의 서부(부르군트인들)와 동남부(디트리히 파티)의 영웅들이 모여 경쟁하는 이야기는 라인란트와 오스트로바이에른 사이의 문화적 경쟁 뿐 아니라 현실적인 정치적 갈등을 반영하는 것일 수도 있다는 학설을 내놓았다.:367-368 또한 일잔과 수도승들에 대한 묘사는 당대 수도생활의 실태를 비판하고자 하는 의도였을 수도 있다.:189-190 모든 판본에서 코미디 요소가 다수 발견되는 것도 흥미로운 점이다.:138